# Campeonato Mundial Femenino de Balonmano de 1965
El III Campeonato Mundial de Balonmano Femenino se celebró en la República Federal Alemana entre el 7 y el 13 de noviembre de 1965 bajo la organización de la Federación Internacional de Balonmano (IHF) y la Federación Alemana de Balonmano.

## Equipos participantes
| Grupo A             | Grupo B        |
| ------------------- | -------------- |
| Alemania Occidental | Checoslovaquia |
| Dinamarca           | Hungría        |
| Japón               | Polonia        |
| Yugoslavia          | Rumania        |

## Primera fase

### Grupo A
| Equipo              | J | G | E | P | G+ | G- | DG  | PTS |
| ------------------- | - | - | - | - | -- | -- | --- | --- |
| Yugoslavia          | 3 | 3 | 0 | 0 | 28 | 15 | +13 | 6   |
| Alemania Occidental | 3 | 2 | 0 | 1 | 26 | 20 | +6  | 4   |
| Dinamarca           | 3 | 1 | 0 | 2 | 21 | 27 | -6  | 2   |
| Japón               | 3 | 0 | 0 | 3 | 21 | 34 | -13 | 0   |

### Grupo B
| Equipo         | J | G | E | P | G+ | G- | DG  | PTS |
| -------------- | - | - | - | - | -- | -- | --- | --- |
| Hungría        | 3 | 3 | 0 | 0 | 31 | 15 | +16 | 6   |
| Checoslovaquia | 3 | 1 | 1 | 1 | 27 | 22 | +5  | 3   |
| Rumania        | 3 | 1 | 0 | 2 | 18 | 21 | -3  | 2   |
| Polonia        | 3 | 0 | 1 | 2 | 16 | 34 | -18 | 1   |

## Fase final

### 7.º / 8.º puesto
| Partido | Partido | Partido | Resultado |
| ------- | ------- | ------- | --------- |
| Japón   | -       | Polonia | 6 - 5     |

### 5.º / 6.º puesto
| Partido   | Partido | Partido | Resultado |
| --------- | ------- | ------- | --------- |
| Dinamarca | -       | Rumania | 10 - 9    |

### 3.er/ 4.º puesto
| Partido             | Partido | Partido        | Resultado |
| ------------------- | ------- | -------------- | --------- |
| Alemania Occidental | -       | Checoslovaquia | 11 - 10   |

### Final
| Partido    | Partido | Partido | Resultado |
| ---------- | ------- | ------- | --------- |
| Yugoslavia | -       | Hungría | 3 - 5     |

## Medallero
|         |            |                     |
| Hungría | Yugoslavia | Alemania Occidental |

## Estadísticas

### Clasificación general
| 1. Hungría             |
| 2. Yugoslavia          |
| 3. Alemania Occidental |
| 4. Checoslovaquia      |
| 5. Dinamarca           |
| 6. Rumania             |
| 7. Japón               |
| 8. Polonia             |